# 絕對小孩
《絕對小孩》，是朱德庸的四格漫画作品，於《中國時報》親子版連載，是朱德庸唯一将视角对准“小孩”的漫画作品。并有改编的同名舞台剧。作品诞生与朱德庸的儿子有关，改編舞台劇在中国儿童艺术剧院展演。在幽默中体现哲理。

## 人物
披头、五毛、讨厌、宝儿、比赛、贵族妞